# Фрейзербург (Південна Африка)
Фрейзербург (англ. Fraserburg) — місто в регіоні Кару в південно-африканській Північно-Капській провінції. Розташоване у муніципалітеті Кару Хуґленд.
Найближчими містами є Віллістон, Сазерленд, Локстон і Ліу Гамка, кожне з яких віддалене від Фрейзербурга на понад 100 км.
У містечку можна знайти особливо вдалі зразки будинків консольного типу, також у навколишній місцевості поблизу є й інші. Місто також добре відоме великою кількістю унікальних і добре збережених викопних решток, що розпорошені по околицях. Також тут одні з найхолодніших зим у Південній Африці.

## Історія

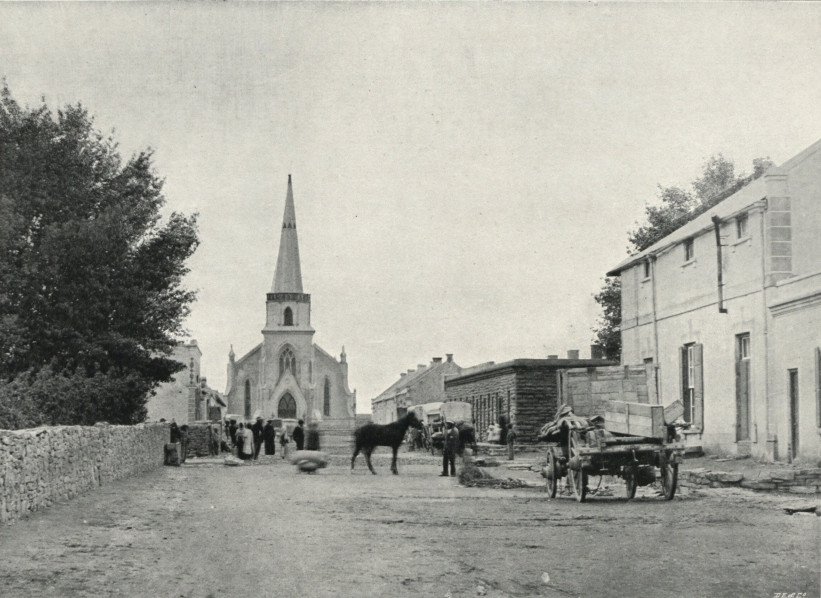
Фотографія 1899 року головної дороги, що веде від Ліу Гамка від старої голландської реформаторської церкви.

Найбільш ранніми відомими мешканцями місцевості були бушмени, їхні артефакти та наскельні малюнки досі можна знайти в цьому районі. Першими європейцями, які прибули до регіону, були бури, які прибули в 1759 році. Першим поселенцем, який був зафіксований у цих краях, був Віллем Стенкамп, на честь якого названо гору Стеенкампсберг (афр. Steenkampsberg).
Фрейзербург був заснований у 1851 році і названий на честь шотландського іммігранта Коліна Фрейзера.
У 1858 рочі, через сім років після заснування міста, тут було створене Поштове відділення, що призвело до початку епохи розвитку цього регіону.
У 1859 р. було відкрито магістратське бюро (місцевий суд), а в 1860 р. організоване відділення поліції та прибув перший лікар.
У 1861 році в місті було відкрито в'язницю, яку закрили через 107 років у 1968 році.
У 1870 році відомий письменник на мові африкаанс Генрі Купер переїхав до міста, де став першим адвокатом.
Місто було оголошене муніципалітетом 6 червня 1862 року.
У місті є багато будинків вікторіанської епохи, що відносяться до епохи буму страусового пір'я та вовни кінця XIX — початку XX століть.
У 1861 році в місті було збудовано особливу шестикутну кам'яну дзвіницю. Відома завдяки своїй виразній формі, споруда має висоту 9 метрів і використовувалася як приватний кабінет магістрату, була офісом керівника ринку, а також функціонувала як перша бібліотека міста.
Пороховий склад, який до цих пір стоїть на околиці міста, був побудований у 1870 році британською армією на випадок війни із сусіднім народом гриква і використовувався під час англо-бурської війни.
У 1938 році була встановлена перша електростанція з 7 генераторами Lister Blackstone, які досі на місці і використовувались для живлення міста під час підключення до єдиної національної мережі в 1983 році.

## Викопні рештки

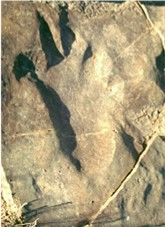
Скам'янілий слід синапсиди

У 1968 році на одній із ферм було виявлено ряд дуже добре збережених скам'янілих слідів, що сягають віку 250 мільйонів років аж до Пермського періоду. Найбільш помітним з них є дуже добре збережений слід брадизавра. З того часу в реніоні, який вважається одним з найбагатших на палеонтологічні пам'ятки у Південній Африці, було виявлено цілий ряд скам'янілих останків інших істот, таких як пареязаври, диноцефали та терапсиди.
У цій місцевості були знайдені скам'янілі рештки деяких наступних пермських рептилій:
- - Пареязавр
  - Диіктодон
  - Струтіоцефал

## Географія
Фрейзербург розташований на висоті 1385 м над рівнем моря на високому плато Кару, на північ від Нювефельдських гір.
Посушливий клімат Фрейзербурга та віддалене розташування роблять його нічне небо одним з найясніших та найтемніших у світі. Телескопи Південно-африканської астрономічної обсерваторії 32°22′46″ пд. ш. 20°48′38.5″ сх. д. / 32.37944° пд. ш. 20.810694° сх. д. розташовані приблизно 95 км на захід від міста в безпосередній близькості міста Сазерленд. До них належить Великий південноафриканський телескоп (SALT), найбільший одиночний оптичний телескоп у південній півкулі.

### Клімат
Середня річна температура у Фрейзербурзі становить 13,9 °C, а середньорічний мінімум — 6 °C; снігопади взимку є цілком звичним явищем. Найтепліший місяць — січень із середньою температурою 21,7 °C, найхолодніший місяць, як правило, — червень, із середньою температурою 6,7 °C. У Фрейзербурзі клімат тропічної та субтропічної пустелі (за кліматичною класифікацією Кеппена BWk).

## Помітні мешканці
Помітні мешканці Фрейзербурга включають:
- А. Г. Віссер, відомий африкаанський поет, народився у Фрейзербурзі.